# 曹縣戰鬥
曹縣戰鬥發生於1930年5月11－13日，地點則是在中國魯西一帶，是國民革命軍內部所發生的內戰戰鬥之一，也是中原大戰主要戰役。曹縣戰鬥的交戰雙方，一方為中央軍，另一方為石友三部隊。